# エイダ・クレア

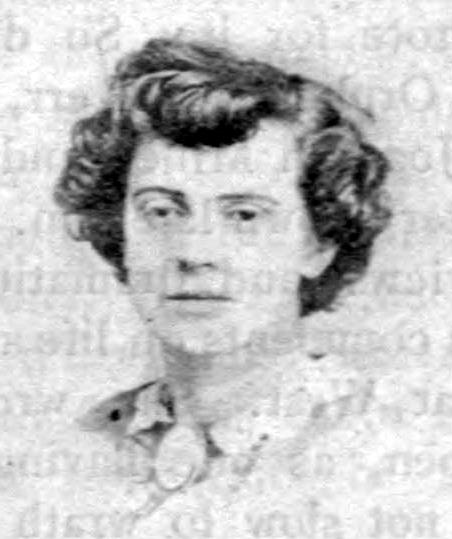
エイダ・クレア。時期不詳。

エイダ・クレア（Ada Clare、本名：ジェイン・マケルヘニー、Jane McElhenney、1834年7月 - 1874年3月4日）は、サウスカロライナ州チャールストンに生まれた、アメリカ合衆国の女優、作家、フェミニスト。
貴族的な南部の一族出身だった母方の祖父の許で育てられたが、18歳ころから「クレア (Clare)」のちに「エイダ・クレア（Ada Clare)」という変名で作家としての活動を始めた。
1854年、ニューヨークへ移り住んで行動を起こし、ピアニストで作曲家のルイス・モロー・ゴットシャルクと公然たる関係を結んで、やがて生まれた息子の父親がゴットシャルクであると主張した。また、アグネス・スタンフィールド (Agnes Stanfield) という芸名で、女優として舞台に立った。女優としての全盛期には、パフス・ビア・セラー (Pfaff's beer cellar) の常連となっており、そこでは「ボヘミアの女王 (Queen of Bohemia)」として知られていた。クレアは、 因襲打破主義的な立場から芸術関係の話題を取り上げていた週刊新聞『The Saturday Press』にも寄稿していた。1860年に小説『Asphodel』を書いたが、これは未発表のままに終わっている。クレアが発表した唯一の小説作品『Only a Woman's Heart』（1866年）はあまりにも批評家たちの評価が悪かったため、彼女は執筆活動を控えるようになり、以降はもっぱら地方の劇場専属劇団の舞台で活動することに専念した。
1868年、俳優フランク・E・ノイエス (Frank E. Noyes) と結婚した。
1874年1月30日に、ニューヨークの自身の代理人の事務所でペットの犬に顔を噛まれる事故に遭う。やがて傷は癒え、クレアは舞台に復帰しようとニューヨーク州ロチェスターに赴いたが、ひと月ほど経った3月2日に狂犬病を発症し、3月4日に亡くなった。